# Dorfkirche Steinitz (Drebkau)

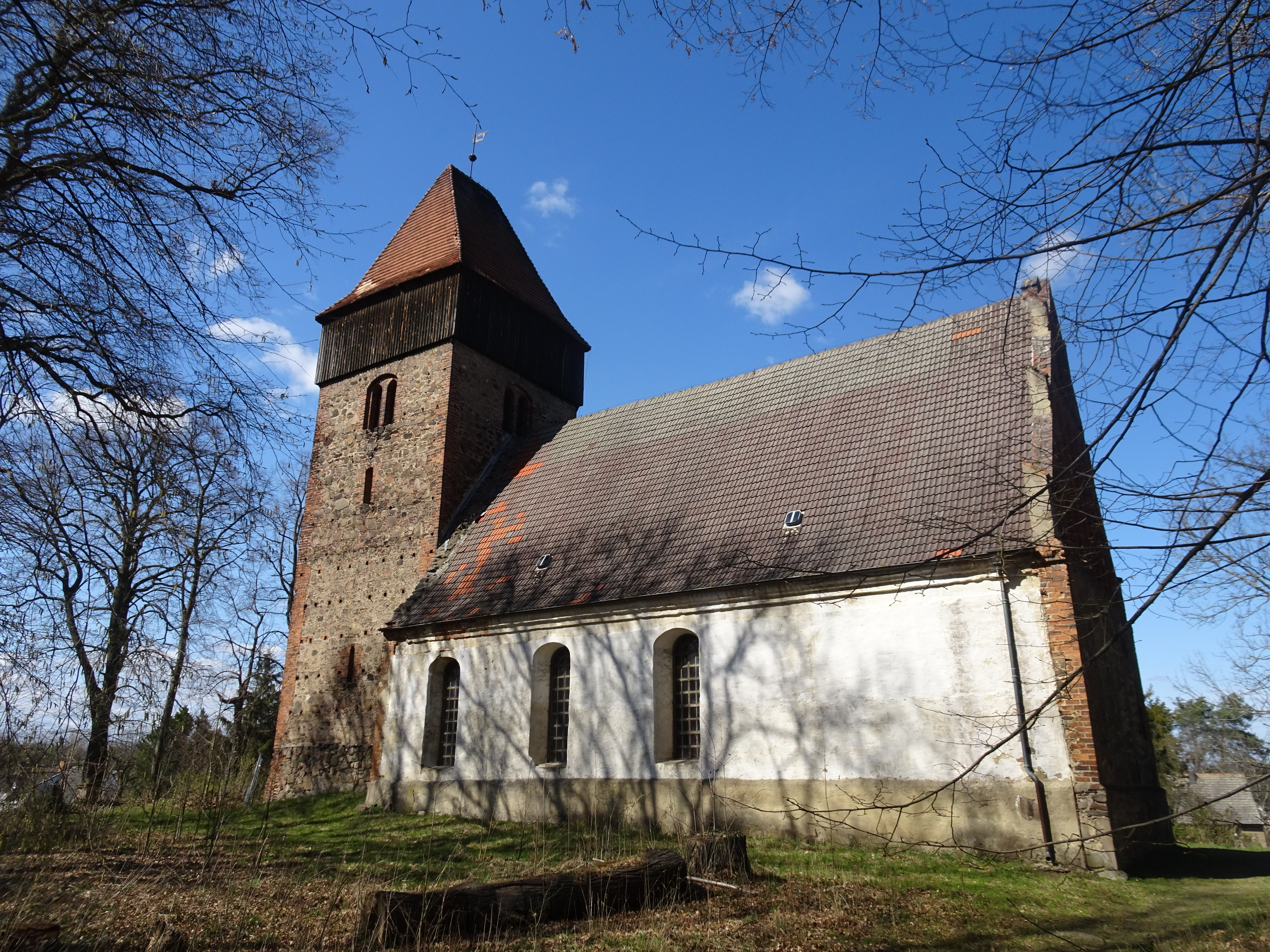
Dorfkirche Steinitz von Südosten (2021)

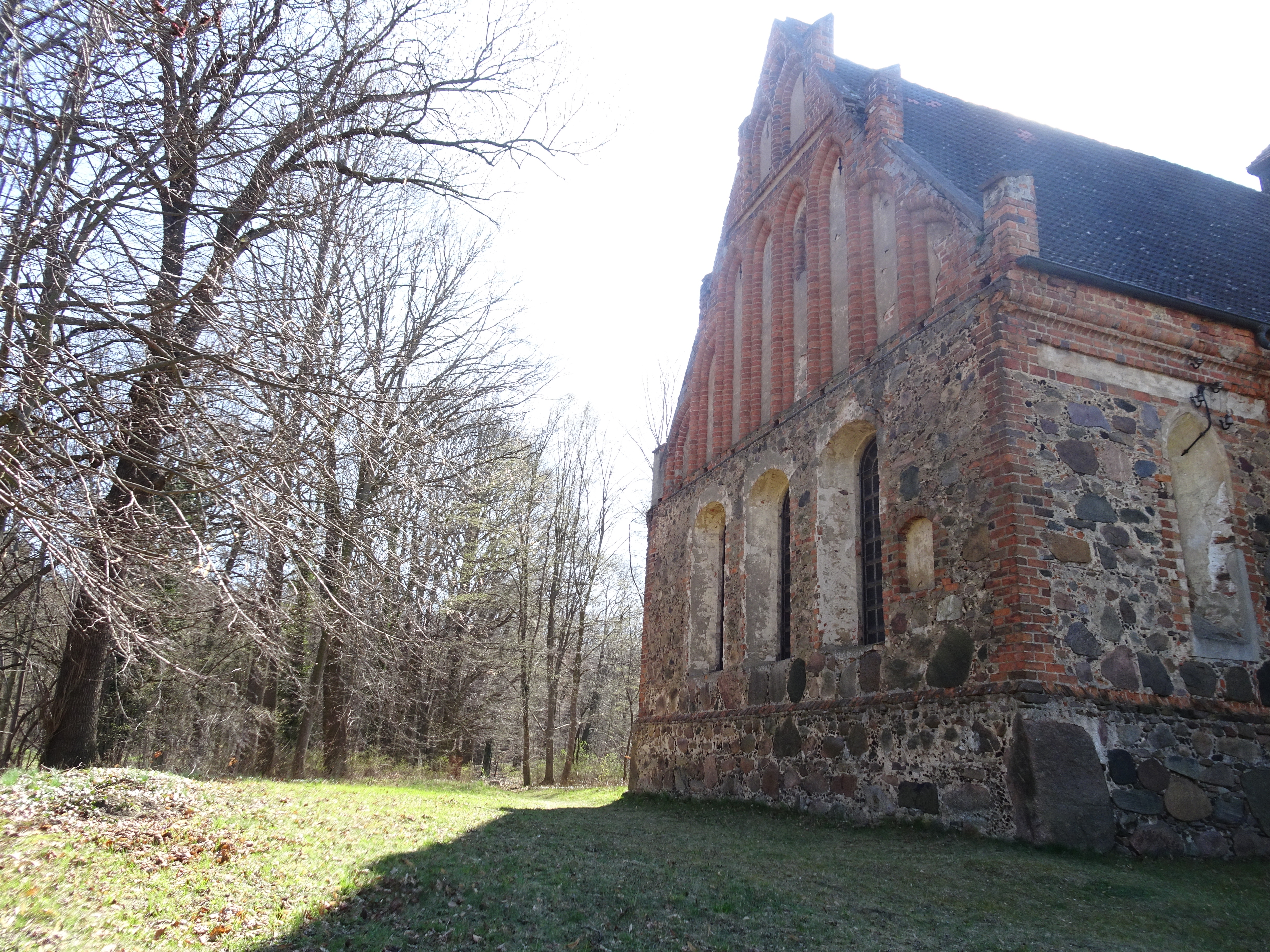
Ansicht des Chorgiebels (2021)

Die evangelische Dorfkirche Steinitz ist eine Saalkirche in Steinitz, einem Gemeindeteil von Domsdorf, einem Ortsteil der Stadt Drebkau im Landkreis Spree-Neiße in Brandenburg. Die Kirche gehört der Kirchengemeinde Drebkau-Steinitz-Kausche im Kirchenkreis Cottbus der Evangelischen Kirche Berlin-Brandenburg-schlesische Oberlausitz.

## Lage
Die Kreisstraße 7123 führt als Kauscher Straße von Süden kommend ringförmig um den Ort und nach Nordosten führend wieder aus ihm heraus. Von ihr zweigt im westlichen Bereich die Steinitzer Dorfstraße nach Osten führend ab. Eine weitere Abzweigung führt von Norden kommend in südlicher Richtung in den Ort. Südlich des Treffpunktes der beiden Verbindungen steht die Kirche auf einem Grundstück, das mit einer Mauer aus unbehauenen und nicht lagig geschichteten Feldsteinen eingefriedet ist.

## Geschichte

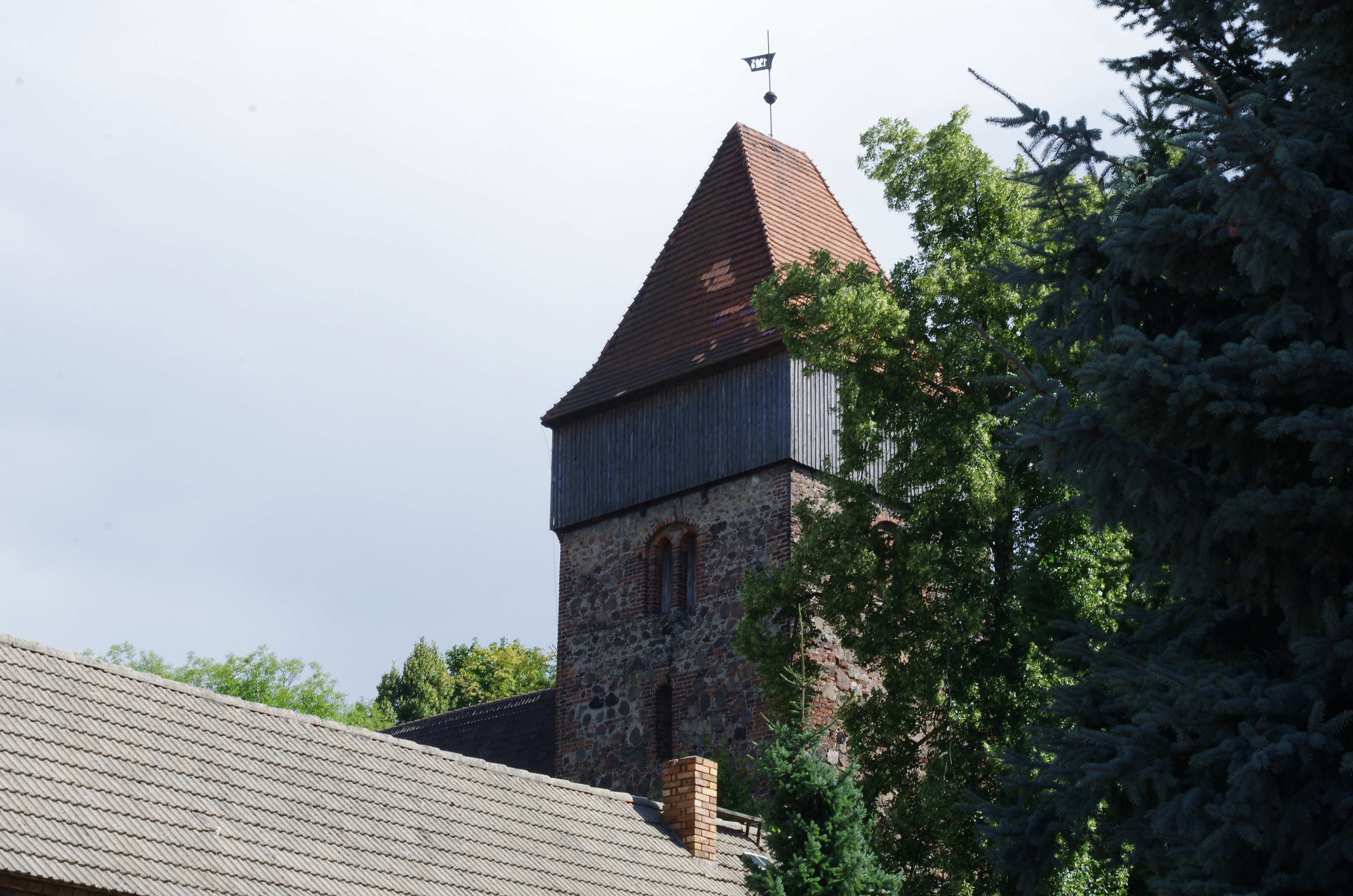
Kirchturm

Steinitz wurde zwar erst 1488 erstmals urkundlich erwähnt; eine Pfarrkirche gab es nachweislich jedoch schon im Jahr 1280. Über das Bauwerk gibt es bislang jedoch keine weiteren Informationen. Aus dendrochronologischen Untersuchungen ist bekannt, dass der im 21. Jahrhundert noch vorhandene Bau im Jahr 1454 fertiggestellt wurde. Anfang des 16. Jahrhunderts wurde der Westturm errichtet; hinzu kam ein Anbau auf der Nordseite. In der Zeit des Barock wurden die Portale sowie die Fensteröffnungen vergrößert. Der Förderkreis Alte Kirchen Berlin-Brandenburg berichtet von komplexen politischen Besitzrechten, die sich auch im Kirchenpatronat widerspiegelten.
In der Zeit der DDR war das Bauwerk vom Tagebau Welzow-Süd bedroht und sollte abgerissen werden. Der letzte Gottesdienst fand im Jahr 1984 statt. Anschließend wurde das Bauwerk nicht mehr genutzt und verfiel. Das Dach und anschließend auch die Flachdecke mit Kassettenmalerei wurden stark beschädigt; das Prospekt der Orgel ist nur noch in Fragmenten vorhanden. Der geplante Abriss wurde jedoch im Jahr 1993 gestoppt. Im Jahr 2020 wurde eine Untersuchung durch Studierende der TU Cottbus durchgeführt, die eine umfangreiche Baudokumentation erarbeiteten. Sie enthält auch die Ausstattungs- und Patronatsgeschichte. Im Jahr 2021 befindet sich das Bauwerk in einem sehr schlechten Zustand. Zahlreiche Akteure setzen sich für eine Sanierung des Gebäudes ein. Bevor die Außenhülle saniert werden kann, muss jedoch die wertvolle Innenausstattung gesichert werden. Dies betrifft insbesondere die bemalte Holzbalkendecke sowie die Wappenmalereien an den Emporen. Im Jahr 2022 konnten die Dächer neu eingedeckt und die Renaissance-Decke gesichert werden. In einem nächsten Schritt soll die Elektrik instand gesetzt werden, bevor der eingelagerte Altar errichtete und die Patronatslogen restauriert werden. Obwohl die Decke noch nicht vollständig fertiggestellt werden konnte, wird ein Teil der Kirche bereits für Hochzeiten und Ausstellungen genutzt.

## Baubeschreibung
Der Sockel entstand aus unbehauenen Feldsteinen, während für das übrige Bauwerk ein Mischmauerwerk zum Einsatz kam; Türen und Gewände wurden mit Mauerstein eingefasst. Der Chor ist gerade und nicht eingezogen. In der Ostwand ist eine Dreifenstergruppe, die rundbogig verändert wurde. Oberhalb ist ein Giebel, der mit Blenden verziert ist. An der Nord- und Südseite ist je ein schmales Spitzbogenfenster.
Das Kirchenschiff hat einen rechteckigen Grundriss. An der Nordseite ist ein Anbau, der durch ein Schleppdach optisch in das Gebäude integriert wurde. Im Anbau sind zwei profilierte Portale, die aus der Bauzeit stammen dürften. An der Südseite sind drei große, rundbogenförmige Fenster.
Der Westturm hat einen quadratischen Grundriss und ist gegenüber dem Schiff leicht eingezogen. Er kann durch ein großes Portal von Westen her betreten werden. Darüber sind oberhalb der Dachtraufe des Schiffs je zwei gekuppelte Klangarkaden. Oberhalb eines verbretterten Bereichs sitzt ein Walmdach, das mit einer Turmkugel abschließt.

## Ausstattung

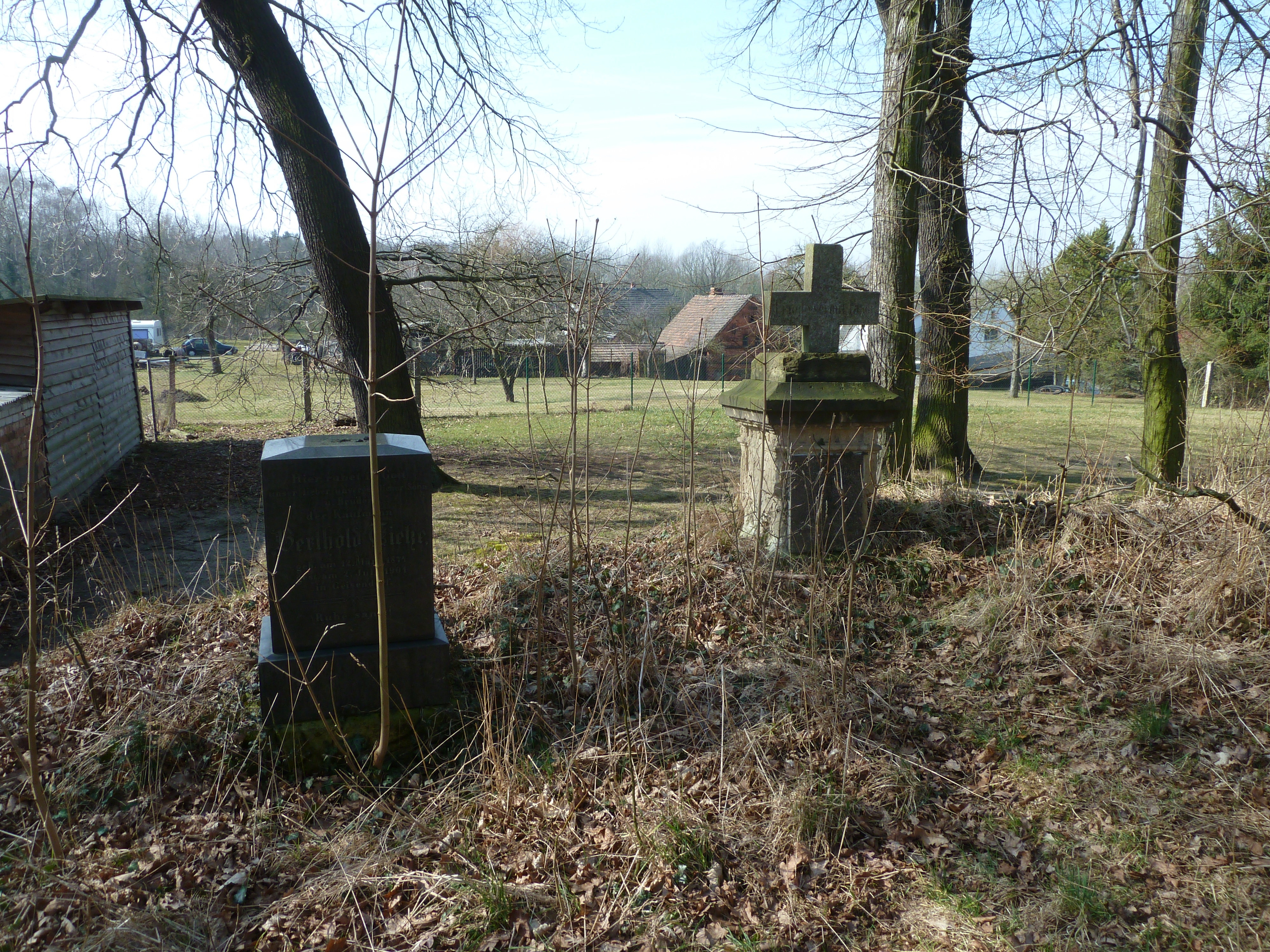
Friedhof

Der hölzerne Kanzelaltar ist mit Weinlaubsäulen verziert und stammt aus der ersten Hälfte des 18. Jahrhunderts. Der bauchige Kanzelkorb wird vom Landesdenkmalamt als „übergroß“ bezeichnet. Er ist (Stand 2020) abgebaut und eingelagert. Zur weiteren Kirchenausstattung gehören eine hölzerne Fünte in Kelchform aus der Mitte des 17. Jahrhunderts sowie ein Kruzifix aus dem Ende des 17. Jahrhunderts.
Die Wände sind teilweise mit figürlichen Darstellungen aus der Zeit nach der Reformation sowie mit Weihekreuzen im Sockelbereich der Wände bemalt. Am östlichen Ende der Südwand ist ein skizziertes Pferd und überlagernde Notizen und Sprüche aufgemalt, außerdem eine flüchtige, mit einem Pinsel aufgebrachte Inschrift. An der Nordwand in der Patronatsloge befindet sich eine weitere, nur grob freigelegte Malerei, die einen den Heiligen Georg auf einem Pferd mit einer Königstochter zeigt. Aus dem späten 18. Jahrhundert stammen die zweigeschossige Hufeisenempore sowie die sich daran im Chor anschließenden, verglasten Patronatslogen mit aufgemalten Familienwappen. Der Innenraum ist flach gedeckt und besitzt eine Kassettenmalerei, die (Stand 2020) teilweise zerstört ist. Sie stammt aus dem zweiten Drittel des 16. Jahrhunderts und stellt damit eine der wenigen aus dieser Zeit erhalten gebliebenen Raumfassungen dar.
Auf der Empore steht eine Orgel, die Gustav Heinze im Jahr 1909 errichtete. Das Instrument besitzt zwei Manuale und ein Pedal und ist aktuell (Stand 2024) nicht spielbar.
Auf dem Friedhof stehen zwei klassizistische Grabmäler mit Urnen aus dem Ende des 18. Jahrhunderts, darunter zwei verwitterte Grabsteine für Henriette Wilhelmine von Loeben und Alfred Ehrenreich von Muschwitz.